# 詹姆士·泰勒
詹姆士·維南·泰勒（英語：James Vernon Taylor，1948年3月12日—）是一名美国音乐人，吉他演奏家。
泰勒出生於马萨诸塞州波士頓，在北卡羅萊納州的卡尔伯羅市長大。泰勒的事業生涯起於1960年代中期，但直到70年代才逐漸受到歡迎。他多演唱感性柔和的歌曲。同時期蔚為風潮的自彈自唱者包含琼尼·米歇尔、湯姆·拉什、卡特·史蒂文斯、卡洛爾·金、約翰·丹佛、吉姆·克羅斯、唐·麥克林、戈登·萊特福特及傑克遜·布朗，同時還有卡莉·賽門，後來成為泰勒的妻子。他在1976年出了張鑽石級唱片紅極一時，總共售出超過一千一百萬張，他在90年代及00年早期也出過幾張銷售成績斐然及獲獎無數的歌曲，仍保有相當大量的聽眾。

## 外部連結
- 官方网站
- YouTube頻道（页面存档备份，存于）